# Dix plus un
Dix plus un (Ten Plus One dans l'édition originale américaine) est un roman policier américain de Ed McBain, nom de plume de Salvatore Lombino, publié en 1963. C’est le dix-septième titre de la série policière du 87e District.

## Résumé
Les policiers du 87e District sont confrontés à une affaire très grave. Sur les toits de la ville d'Isola, un sniper s'est installé. Il utilise une arme dotée d'un silencieux pour tirer sur des gens. Dans ce cas, difficile pour les enquêteurs de déterminer d'où sont partis les coups de feu et de trouver une piste. En outre, les victimes semblent être choisies au hasard : ce sont tantôt des hommes, tantôt des femmes qui ne se connaissent pas et qui évoluent dans des milieux fort différents et appartiennent à diverses classes sociales. Tout laisse croire que le tueur a pour seul motif le plaisir d'abattre des citoyens.
Les semaines passent et le nombre des victimes ne cesse d'augmenter, alors que Steve Carella et toute l'équipe de 87e District cherchent sans relâche le grain de sable qui leur permettra d'enrayer une fois pour toutes cette machine à assassiner.

## Éditions
Édition originale en anglais
- (en) Ed McBain, Ten Plus One, New York, Simon and Schuster, 1963

Éditions françaises
- (fr) Ed McBain (auteur) et Rosine Fitzgerald (traducteur), Dix plus un [« Ten Plus One »], Paris, Gallimard, coll. « Série noire no 904 », 1964, 191 p. (BNF 33046875)
- (fr) Ed McBain (auteur) et Rosine Fitzgerald (traducteur) (trad. de l'anglais), Dix plus un [« Ten Plus One »], Paris, Gallimard, coll. « Carré noir no 413 », 1981, 185 p. (ISBN 2-07-043413-3, BNF 34668676)
- (fr) Ed McBain (auteur) et Rosine Fitzgerald (traducteur) (trad. de l'anglais), Dix plus un [« Ten Plus One »], Paris, Gallimard, coll. « Série noire no 904 », 1995, 254 p. (ISBN 2-07-049450-0, BNF 35794873)
  - Traduction revue et complétée.
- (fr) Ed McBain (auteur) et Rosine Fitzgerald (traducteur) (trad. de l'anglais), Dix plus un [« Ten Plus One »], Dans 87e District, volume 3, Paris, Éditions Omnibus, 1999, 1014 p. (ISBN 2-258-05246-7, BNF 37179951)
  - Ce volume omnibus contient les romans On suicide, Les Heures creuses, Dix plus un, La Hache, Entre deux chaises, Cause toujours, ma poupée ! et 80 millions de voyeurs.

## Adaptation
- 1971 : Sans mobile apparent, film français réalisé par Philippe Labro, adaptation du roman Dix plus un (Ten Plus One), avec Jean-Louis Trintignant dans le rôle de Steve Carella, rebaptisé Stéphane Carella pour les besoins de la production, Dominique Sanda et Sacha Distel

## Sources
- Jean Tulard, Dictionnaire du roman policier : 1841-2005. Auteurs, personnages, œuvres, thèmes, collections, éditeurs, Paris, Fayard, 2005, 768 p. (ISBN 978-2-915793-51-2, OCLC 62533410), p. 599 (Notice 87e District).